# Anilide

L'acétanilide, un anilide.

Les anilides sont une famille de composés organiques regroupant les dérivés amidés de l'aniline (aminobenzène).

## Synthèse
Une méthode simple pour produire des anilides est de faire réagir l'aniline avec un acide carboxylique, composé avec lequel elle réagit naturellement si le mélange est chauffé à haute température ou avec un chlorure d'acyle comme le chlorure d'acétyle.
L'acétanilide, autrefois utilisé comme antipyrétique et analgésique, et maintenant utilisé dans la synthèse du paracétamol (acétanilide hydroxylé en position méta), est obtenu par réaction entre l'acide acétique et l'aniline.